# The Power of Love (Frankie-Goes-to-Hollywood-Lied)
The Power of Love (engl. Die Kraft der Liebe) war nach Relax und Two Tribes die dritte Single der britischen Band Frankie Goes to Hollywood. Der Titel wurde von Peter Gill, Mark O’Toole und Holly Johnson geschrieben. Er erschien Ende Oktober 1984 auf dem Album Welcome to the Pleasuredome, wurde am 19. November 1984 als Single veröffentlicht und war der dritte Nummer-eins-Hit der Band in Großbritannien. Auf der B-Seite der Single befindet sich mit dem Titel The World Is My Oyster eine weitere Aufnahme aus dem Doppelalbum.

## Entstehung und Veröffentlichung
The Power of Love wurde während der John Peel Sessions im Jahr 1983 erstmals vorgestellt und betonte durch den im Vergleich zu den Vorgängersingles deutlich langsameren Rhythmus den gekünstelten ironischen Inhalt. So ist die im Liedtext erwähnte „Hooded Claw“ die Figur eines Bösewichts aus der US-amerikanischen Cartoon-Serie The Perils of Penelope Pitstop (Hanna-Barbera Cartoons) aus den frühen 1970er Jahren (Textzeile: „I protect you from the Hooded Claw / Keep the vampires from your door“).
Mit dem Gesang der Veröffentlichung war der Sänger Holly Johnson nicht zufrieden, da die Abspielgeschwindigkeit von der Plattenfirma erhöht wurde. Diese änderte den Ton von E-Moll auf F-Moll und verkürzte dadurch auch die Laufzeit. 1999 wurde The Power of Love von Holly Johnson in der ursprünglichen Geschwindigkeit und Tonhöhe im Soloalbum Soulstream erneut veröffentlicht.
Als Einleitung der über neun Minuten langen Maxi-Version wurde die von dem Schauspieler Chris Barrie imitierte Schimpftirade des Radio-DJs Mike Read genutzt, der sich im Januar 1984 geweigert hatte, die erste Singleauskopplung Relax im Rundfunk zu spielen. Weiter imitiert Barrie den damaligen US-Präsidenten Ronald Reagan, der dem Zuhörer das Beten erklärt und anschließend Teile des Vaterunser zitiert.

## Text
(Auszug)
I′ll protect you from the hooded claw, keep the vampires from your door.

Ay, ay, ay, ay.
Feels like fire, I'm so in love with you,
dreams are like angels, they keep bad at bay, bad at bay.
Love is the light, scaring darkness away, yeah.

I′m so in love with you,
purge the soul, make love your goal.

The power of love, a force from above.
Cleaning my soul, flame on, burn desire.
Love with tongues of fire.
Purge the soul, make love your goal.

## Bezüge
Rund um den Zeitpunkt der Veröffentlichung – Mitte November 1984 – wurden einige Details bekannt, die den Titel mit christlichen Themen assoziierten. So zeigt das Cover Ausschnitte des Gemäldes „Mariä Himmelfahrt“ des italienischen Malers Tizian. Das Musikarrangement des Liedes stammt von Anne Dudley. In der Langversion wird unter anderem das Vaterunser zitiert. Das Lied befindet sich zudem auf zahlreichen Weihnachts-Samplern. Auf der B-Seite der Maxi-Single sind unter dem Titel Holier Than Thou (engl.: wörtlich etwa „Heiliger als du“, umgangssprachlich „selbstgefällig“, „selbstgerecht“) ironische Weihnachtsgrüße der Bandmitglieder zu hören. Im Videoclip von Godley & Creme wird die Geburt Jesu in künstlerischer Form aufgegriffen.

## Kommerzieller Erfolg

### Chartplatzierungen
The Power of Love erreichte in Europa durchweg hohe Platzierungen. An der Spitze der britischen Verkaufslisten wurde die Single jedoch kurz vor Weihnachten von dem Titel Do They Know It’s Christmas? von Band Aid abgelöst.
Eine Neuaufnahme des Liedes durch die Band erreichte 1993 erneut die deutschen Charts.

### Frankie Goes to Hollywood
| Periode   | Höchstplatzierung, GesamtwochenChartplatzierungen (Periode, Platzierungen, Wochen) | Höchstplatzierung, GesamtwochenChartplatzierungen (Periode, Platzierungen, Wochen) | Höchstplatzierung, GesamtwochenChartplatzierungen (Periode, Platzierungen, Wochen) | Höchstplatzierung, GesamtwochenChartplatzierungen (Periode, Platzierungen, Wochen) |
| Periode   | DE                                                                                 | AT                                                                                 | CH                                                                                 | UK                                                                                 |
| --------- | ---------------------------------------------------------------------------------- | ---------------------------------------------------------------------------------- | ---------------------------------------------------------------------------------- | ---------------------------------------------------------------------------------- |
| 1984/85   | DE4 (17 Wo.)DE                                                                     | AT8 (12 Wo.)AT                                                                     | CH2 (12 Wo.)CH                                                                     | UK1 (18 Wo.)UK                                                                     |
|           |                                                                                    |                                                                                    |                                                                                    |                                                                                    |
|           |                                                                                    |                                                                                    |                                                                                    |                                                                                    |
| 1993/94   | DE80 (4 Wo.)DE                                                                     | —                                                                                  | CH38 (3 Wo.)CH                                                                     | UK10 (7 Wo.)UK                                                                     |
|           |                                                                                    |                                                                                    |                                                                                    |                                                                                    |
|           |                                                                                    |                                                                                    |                                                                                    |                                                                                    |
| 2000/01   | —                                                                                  | —                                                                                  | —                                                                                  | UK6 (8 Wo.)UK                                                                      |
|           |                                                                                    |                                                                                    |                                                                                    |                                                                                    |
|           |                                                                                    |                                                                                    |                                                                                    |                                                                                    |
| 2008/09   | DE77 (4 Wo.)DE                                                                     | AT50 (2 Wo.)AT                                                                     | —                                                                                  | —                                                                                  |
| 2009/10   | DE65 (3 Wo.)DE                                                                     | —                                                                                  | —                                                                                  | —                                                                                  |
|           |                                                                                    |                                                                                    |                                                                                    |                                                                                    |
|           |                                                                                    |                                                                                    |                                                                                    |                                                                                    |
| 2012/13   | —                                                                                  | —                                                                                  | —                                                                                  | UK42 (6 Wo.)UK                                                                     |
|           |                                                                                    |                                                                                    |                                                                                    |                                                                                    |
|           |                                                                                    |                                                                                    |                                                                                    |                                                                                    |
| 2015/16   | DE82 (1 Wo.)DE                                                                     | —                                                                                  | —                                                                                  | —                                                                                  |
|           |                                                                                    |                                                                                    |                                                                                    |                                                                                    |
|           |                                                                                    |                                                                                    |                                                                                    |                                                                                    |
| 2017/18   | DE71 (1 Wo.)DE                                                                     | —                                                                                  | —                                                                                  | —                                                                                  |
| 2018/19   | DE67 (1 Wo.)DE                                                                     | —                                                                                  | —                                                                                  | —                                                                                  |
| 2019/20   | DE85 (1 Wo.)DE                                                                     | —                                                                                  | —                                                                                  | —                                                                                  |
| 2020/21   | DE52 (2 Wo.)DE                                                                     | —                                                                                  | —                                                                                  | —                                                                                  |
| 2021/22   | DE96 (2 Wo.)DE                                                                     | —                                                                                  | —                                                                                  | —                                                                                  |
|           |                                                                                    |                                                                                    |                                                                                    |                                                                                    |
|           |                                                                                    |                                                                                    |                                                                                    |                                                                                    |
| 2023/24   | DE58 (1 Wo.)DE                                                                     | —                                                                                  | —                                                                                  | —                                                                                  |
| 2024/25   | DE65 (1 Wo.)DE                                                                     | —                                                                                  | —                                                                                  | —                                                                                  |
| Insgesamt | DE4 (38 Wo.)DE                                                                     | AT8 (14 Wo.)AT                                                                     | CH2 (15 Wo.)CH                                                                     | UK1 (39 Wo.)UK                                                                     |

| ChartsJahrescharts (1985) | Platzierung |
| ------------------------- | ----------- |
| Deutschland (GfK)         | 43          |
| Schweiz (IFPI)            | 25          |

### Version vonHolly Johnson
| Periode   | Höchstplatzierung, GesamtwochenChartsChartplatzierungen (Periode, Platzierungen, Wochen) |
| Periode   | UK                                                                                       |
| --------- | ---------------------------------------------------------------------------------------- |
| 1999/2000 | UK56 (2 Wo.)UK                                                                           |
| Insgesamt | UK56 (2 Wo.)UK                                                                           |

### Version vonOomph!
| Periode   | Höchstplatzierung, GesamtwochenChartsChartplatzierungen (Periode, Platzierungen, Wochen) |
| Periode   | DE                                                                                       |
| --------- | ---------------------------------------------------------------------------------------- |
| 2006/07   | DE54 (9 Wo.)DE                                                                           |
| Insgesamt | DE54 (9 Wo.)DE                                                                           |

### Version vonGabrielle Aplin
| Periode   | Höchstplatzierung, GesamtwochenChartplatzierungen (Periode, Platzierungen, Wochen) | Höchstplatzierung, GesamtwochenChartplatzierungen (Periode, Platzierungen, Wochen) |
| Periode   | AT                                                                                 | UK                                                                                 |
| --------- | ---------------------------------------------------------------------------------- | ---------------------------------------------------------------------------------- |
| 2012/13   | AT75 (1 Wo.)AT                                                                     | UK1 (15 Wo.)UK                                                                     |
| 2013/14   | —                                                                                  | UK88 (1 Wo.)UK                                                                     |
|           |                                                                                    |                                                                                    |
|           |                                                                                    |                                                                                    |
| 2019/20   | —                                                                                  | UK80 (1 Wo.)UK                                                                     |
| Insgesamt | AT75 (1 Wo.)AT                                                                     | UK1 (17 Wo.)UK                                                                     |

| ChartsJahrescharts (2012)    | Platzierung |
| ---------------------------- | ----------- |
| Vereinigtes Königreich (OCC) | 53          |

### Version vonDalton Harrisfeat.James Arthur
| Periode   | Höchstplatzierung, GesamtwochenChartsChartplatzierungen (Periode, Platzierungen, Wochen) |
| Periode   | UK                                                                                       |
| --------- | ---------------------------------------------------------------------------------------- |
| 2018/19   | UK4 (6 Wo.)UK                                                                            |
| Insgesamt | UK4 (6 Wo.)UK                                                                            |

### Auszeichnungen für Musikverkäufe
| Land/Region                  | Auszeichnungen für Musikverkäufe (Land/Region, Auszeichnung, Verkäufe) | Verkäufe |
| ---------------------------- | ---------------------------------------------------------------------- | -------- |
| Deutschland (BVMI)           | Gold                                                                   | 250.000  |
| Italien (FIMI)               | Gold                                                                   | 15.000   |
| Vereinigtes Königreich (BPI) | Platin                                                                 | 600.000  |
| Insgesamt                    | 2× Gold · 1× Platin ·                                                  | 865.000  |

## Coverversionen (Auswahl)
Von dem Titel existieren viele verschiedene Coverversionen. Die Interpreten Holly Johnson und Brian Nash waren selbst Mitglieder der Band Frankie Goes to Hollywood.
- 1996: Dune
- 1999: Holly Johnson
- 2002: Feeder
- 2003: ASP
- 2003: Michael Wurst
- 2006: Oomph!
- 2008: Il Divo The Power of Love (La fuerza mayor)
- 2008: Brian Nash feat. Connie Lush
- 2009: Anneke van Giersbergen (alias Agua de annique)
- 2009: Dellé
- 2012: Sharon den Adel
- 2012: Gabrielle Aplin: 28 Jahre nach dem Erfolg der Originalaufnahme erreichte diese Interpretation Platz 1 der britischen Verkaufslisten.[13]
- 2014: Within Temptation
- 2015: Helene Fischer
- 2018: Dalton Harris feat. James Arthur